# Katxorro
Francisco Javier Cachorro González, conocido deportivamente como Katxorro, (n. Baracaldo, Vizcaya, España; 7 de agosto de 1978) es un exfutbolista español que jugaba como mediapunta. A lo largo de su trayectoria deportiva jugó más de 500 partidos oficiales entre Segunda y Segunda B.

## Trayectoria
Francisco llegó a la cantera del Athletic Club en 1994. En enero de 1996 dio el salto al Bilbao Athletic. En 1998 se marchó a la Cultural Leonesa, después de no dar el salto al primer equipo. En la temporada 1999-00 jugó en el Écija Balompié, donde marcó nueve tantos. En verano del año 2000 se incorporó al Xerez Club Deportivo, logrando el ascenso a Segunda División en su primera temporada. Continuaría cuatro campañas en el club andaluz, donde luciría el dorsal "10" y sería uno de los futbolistas más destacados.
En 2005 ficharía por el Elche CF y, en 2007, por el Córdoba CF después de llegar a un acuerdo para desvincularse del club ilicitano. Su carrera proseguiría en las filas del Poli Ejido, ya en Segunda B, en el año 2009. Nuevamente, tras dos buenas temporadas en las que logró 19 goles, se marchó para jugar en la UD Melilla. A finales de diciembre de 2012 se incorporaría a las filas del club de su localidad natal, el Barakaldo CF. Su último club fue el Portugalete, donde se retiraría en 2014.

## Selección nacional
Fue asiduo en las categorías inferiores de la selección española. Acudió a la Eurocopa sub-16 en 1995 y, también, al Mundial sub-17 de 1995, donde fue titular.

## Clubes
| Club                 | País   | Año       |
| -------------------- | ------ | --------- |
| Bilbao Athletic      | España | 1996-1998 |
| Cultural Leonesa     | España | 1998-1999 |
| Écija Balompié       | España | 1999-2000 |
| Xerez Club Deportivo | España | 2000-2005 |
| Elche CF             | España | 2005-2007 |
| Córdoba CF           | España | 2007-2009 |
| Poli Ejido           | España | 2009-2011 |
| UD Melilla           | España | 2011-2012 |
| Barakaldo CF         | España | 2013      |
| Club Portugalete     | España | 2013-2014 |